# The Redemption of a Pal
The Redemption of a Pal è un cortometraggio muto del 1914 diretto da Henry Otto. Prodotto dalla American Film Manufacturing Company, il film aveva come interpreti Edward Coxen, Winifred Greenwood, George Field, Charlotte Burton, Edith Borella.

## Trama
Nata nei bassifondi, Dora non ha mai conosciuto altra vita. Una sera conosce Lane, un giovane debosciato, ricco banchiere che ha imboccato la strada dell'oppio. In una sala da ballo, Lane la difende da un bullo. I due fanno amicizia e quando lei ha compassione di una povera vecchia, risveglia nel suo ricco accompagnatore i migliori spiriti. I due cominciano a occuparsi dei poveri del quartiere, installando un ospedale, una sala di lettura, un ufficio di collocamento, un asilo nido. Dora si innamora di Lane ma, vedendolo una volta baciare una ragazza, ignorando che quella è sua sorella, soffoca i propri sentimenti. La buona condotta induce anche Andy, un amico di Dora, a riformarsi e a diventare un uomo onesto. Un giorno, la sorella di Lane visita la tana degli oppiomani. Il luogo va a fuoco e Andy la salva. Trasportata nel piccolo ospedale, viene visitata da Lane, che riconosce la sorella. Andy, ferito, chiede a Dora di sposarlo e lei accetta. Lane si congratula con entrambi e nascondendo la sua delusione.

## Produzione
Il film fu prodotto dall'American Film Manufacturing Company.

## Distribuzione
Distribuito dalla Mutual, il film - un cortometraggio in due bobine - uscì nelle sale cinematografiche degli Stati Uniti il 21 settembre 1914.